# しゅう溪
䓟溪（しゅうけい、生没年不詳）とは、江戸時代の浮世絵師。

## 来歴
師系・経歴不明。作画期は文政末頃とされ、大判錦絵の揃物「養蚕図」9図を春川英笑や貞斎泉晁と合作で出している。『原色浮世絵大百科事典』第2巻はその中の「たけの体」の図版を載せる。